# Автошлях E581
E581, Європейський маршрут E581 — європейський автошлях, що бере свій початок у румунському Мерешешті і закінчується в українській Одесі. Автошлях має тризначний номер — відгалуження і сполучні шляхи.
На території України збігається з маршрутом E58.

## Маршрут автошляху
Шлях проходить через такі міста:
- Румунія: Мерешешть — Текуч — Албіца
- Молдова: Леушень — Кишинів
- Україна: Одеса